# Michał (Amelak)
Michał (imię świeckie Haile Michael Wede Amelak, ur. 1967) – duchowny Etiopskiego Kościoła Ortodoksyjnego, od 2017 biskup Ilubabur.

## Życiorys
Święcenia kapłańskie przyjął w 1985. Sakrę biskupią otrzymał 16 lipca 2017.